# DSB S-tog
 Denne artikel omhandler virksomheden DSB S-tog a/s. For selve S-togsnettet, se S-tog.
DSB S-tog a/s var et datterselskab af den selvstændige offentlige virksomhed DSB, som havde til opgave at drive S-togsnettet, der udgør grundstammen i Hovedstadsregionens kollektive transportnet. Virksomheden omsatte i 2011 for 2,454 mia. kr. og beskæftigede 1.105 ansatte.
DSB S-tog opererede på baggrund af en kontrakt med Transportministeriet og havde foruden selve driften af banen og bemandingen af togene ansvaret for sikkerhed, information til passagererne samt S-togsproduktets kvalitet. Vedligehold, rengøring og klargøring af togene varetoges fra 2011 af DSB Vedligehold A/S.
DSB S-tog blev udskilt i 1999 som et selvstændigt aktieselskab, der var 100 procent ejet af DSB. Før det var DSB S-tog en integreret del af DSB, i en årrække under navnet S-togsdivisionen. I en periode var S-togsdriften dog varetaget af Hovedstadsrådet, der også stod for busdriften (HT) – det nuværende Movia.
I 2011 havde DSB S-tog 100,6 mio. kunder, hvilket var en stigning på 8 % i forhold til 2010. Den største samlede kundegruppe var pendlere. DSB S-togs markedsandel af den samlede kollektive transport i hovedstadsområdet var 31,7% i 2011.
Administrerende direktør for DSB S-tog siden 2007 var Gert Frost.
I foråret 2013 blev DSB S-tog sammenlagt med DSB med tilbagevirkende kraft fra 1. januar 2013.
DSB køber 80 GWh strøm om året fra 2025 til 2035, fra solcellepark ved Lidsø på Lolland. Det svarer til halvdelen af årsforbruget i DSB S-tog.